# Табби (окрас)
Табби (англ. Tabby cat), или полосатая кошка — любая домашняя кошка (Felis catus) с характерной отметиной в форме буквы М на лбу, полосами у глаз и поперёк щёк, вдоль спины и вокруг ног и хвоста, а также (в зависимости от типа полосатой кошки) характерными узорами на теле — шее, плечах, боках и животе. Табби — не порода кошек, а тип рисунка на шерсти, встречающийся почти во всех генетических линиях домашних кошек, независимо от статуса.
Полосатый рисунок встречается у многих официальных пород кошек и является отличительной чертой ландраса, чрезвычайно распространённой среди общей популяции кошек по всему миру. Полосатый рисунок встречается в природе и связан как с шерстью прямого предка домашней кошки, так и с шерстью их близких родственников: африканской дикой кошки (Felis lybica lybica), европейской дикой кошки (Felis silvestris) и азиатской дикой кошки (Felis lybica ornata), все из которых имеют схожую шерсть, как по рисунку, так и по окраске. Одно генетическое исследование полосатых кошек показало, что пять генетических кластеров являются предками кошек из разных частей света.

## Этимология
Английский термин «табби» первоначально означал «полосатую шелковую тафту», от французского слова tabis, означающего «богатый полинявший шелк». Далее это можно проследить до среднефранцузского атабиса (14 век), который произошел от арабского термина عتابية / ʿattābiyya. Это слово относится к району Аттабия в Багдаде, известному своей полосатой тканью и шелком; сам он назван в честь омейядского губернатора Мекки Аттаба ибн Асида. Такая шелковая ткань стала популярной в мусульманском мире и распространилась в Англии, где слово «табби» стало широко использоваться в 17-18 веках.

## Паттерны
Четыре известных отличительных паттернов, каждый из которых имеет обоснованное генетическое объяснение — это макрель, классический, тиковый и пятнистый полосатый.
Все пять паттернов наблюдались в случайно выведенных популяциях. Несколько дополнительных паттернов встречаются у определенных пород и поэтому не так хорошо известны. Например, модифицированный классический табби встречается в породе сококе. Некоторые из этих более редких узоров обусловлены взаимодействием диких и домашних генов, как в случае с розеточными и мраморными узорами, обнаруженными у бенгальской породы.

### Макрель
Полосатый паттерн макрель состоит из тонких вертикальных, плавно изгибающихся полос по бокам тела. Эти полосы могут быть сплошными или разбитыми на полосы и короткие сегменты, особенно на боках и животе. Три или пять вертикальных линий в форме буквы М почти всегда появляются на лбу, наряду с темными линиями от уголков глаз, одна или несколько пересекают каждую щеку, и, конечно, множество полос и линий под разными углами на шее и области плеч, по бокам и вокруг ноги и хвост, отметины, которые более или менее перпендикулярны длине части тела. 

### Классический полосатый
Классическая полосатая кошка, также известная как пятнистая или мраморная полосатая кошка, имеет рисунок М на лбу, но вместо преимущественно тонких полос или пятен отметины на теле представляют собой толстые изогнутые полосы в завитках или закрученный рисунок, с отличительной отметиной на каждой стороне тела, напоминающей яблоко. Большинство современных полосатых кошек имеют классический рисунок. Черные полосатые кошки обычно имеют темно-коричневые, оливковые и охристые оттенки, которые больше выделяются на фоне их черного окраса. Классические полосатые котята имеют светлый рисунок «бабочка» на плечах и три тонкие полоски (центральная полоска самая темная), идущие вдоль позвоночника. Ноги, хвост и щеки классического табби покрыты толстыми полосками. Ген, ответственный за окрас классического табби, является рецессивным. Многие короткошерстные кошки демонстрируют этот паттерн.

### Тиковый
Узор тикового полосатого окраса обусловлен ровными полями волосков, каждый из которых имеет отчетливые цветные полосы, которые придают полосатому рисунку оттенок, похожий на песок — таким образом, полос практически нет. Остаточные полосы часто можно увидеть на голенях, морде и животе, а иногда и на кончике хвоста, а также стандартную букву М и длинную темную линию, идущую вдоль позвоночника, в основном у полосатых кошек, которые также носят скумбриевый окрас. Эти типы кошек бывают самых разных форм и расцветок.

### Пятнистый полосатый
Считается, что пятнистый полосатый кот является результатом гена-модификатора, который разрушает скумбриевый рисунок полосатого кота и заставляет полосы выглядеть как пятна. Аналогичным образом, классический рисунок табби может быть разбит геном пятнистого табби на большие пятна. Можно увидеть как большие, так и маленькие пятнистые узоры. Естественно, самая распространённая пятнистая полосатая кошка больше всего похожа на полосатую скумбриевую, включая классические отметины на конечностях, хвосте и голове, а также букву М на лбу.

### Оранжевый табби
Оранжевая полосатая кошка, также обычно называемая красной или рыжей полосатой кошкой, является цветовым вариантом вышеуказанных моделей, имеющим феомеланин (аллель O) вместо эумеланина (аллель o). Хотя обычно это смесь оранжевого и белого, соотношение между цветами меха варьируется, от нескольких оранжевых пятен на спине белой кошки до полностью оранжевого окраса без белого вообще. Оранжевые участки могут быть более темными или светлыми пятнами или полосами, но белый цвет почти всегда сплошной и обычно появляется на нижней части живота, лапах, груди и морде. Отметины на морде напоминают скумбриевую или классическую полосатую кошку, а оранжево-белые отметины включают белое пятно на морде, которое закрывает рот и заканчивается на лбу. Поскольку маскирующий ген присутствует в белом мехе, его включение часто асимметрично, что приводит к более или менее белому меху на каждой лапе или стороне морды. Около 80% оранжевых полосатых кошек — самцы. Оранжевая окраска — рецессивный ген, обнаруженный на Х-хромосоме. У самок XX хромосомы по сравнению с XY у самцов. Таким образом, и мать, и отец кошки должны передавать гены самке, но самцам этот признак нужен только от их матерей.

## Генетика
Два различных генных локуса, локус гена агути (две аллели) и локус табби (три аллели), и один модификатор, пятнистый (две аллели), вызывают четыре основных паттерна табби. Пятый паттерн является эмерджентным, он экспрессируется кошками с одним черным и одним оранжевым геном на каждой из их двух Х-хромосом, и объясняется телами Барра и генетикой наследования, связанного с полом.
Ген агути с его двумя аллелями, A и a, контролирует, экспрессируется ли полосатый рисунок или нет. Доминантный А выражает лежащий в основе паттерн полосатого окраса, в то время как рецессивный неагути или гипермеланистический аллель а этого не делает. Однотонные (черные или синие) кошки имеют комбинацию аа, скрывающую полосатый рисунок, хотя иногда можно увидеть намек на основной рисунок. Этот основной рисунок, будь то классический, скумбриевый, тиковый или пятнистый, наиболее легко различим при ярком освещении на ранних стадиях развития котенка и на хвосте во взрослом возрасте.
Однако ген агути в первую очередь контролирует выработку черного пигмента, поэтому кошка с аллелем O для оранжевого цвета все равно будет демонстрировать полосатый рисунок. В результате как у рыжих кошек, так и у пятен красного цвета на черепаховых кошках всегда будет виден полосатый рисунок, хотя иногда полосы приглушены — особенно у кремовых и сине-кремовых кошек из-за разбавления пигмента.
Паттерн макрели и его аллель Tm в локусе гена табби доминируют над классическим (или пятнистым) аллелем Tb. Таким образом, кошка с генотипом TmTm или TmTb задает базовый узор из тонких полосок (макрель табби), который лежит в основе шерсти, в то время как кошка TbTb будет демонстрировать классический узор полосатой шерсти с толстыми полосами и кольцевыми или концентрическими полосами по бокам.
Полосатый узор с галочками является результатом другого аллеля в том же генном локусе, что и у макрели и классических полосатых узоров, и этот аллель доминирует над остальными. Таким образом, генотип TaTa, а также генотипы TaTm и TaTb будут помечены как табби. Полосатая шерсть с галочками по существу маскирует любой другой рисунок полосатой шерсти, образуя полосатую шерсть без рисунка, или агути (очень похожую на шерсть агути дикого типа у многих других млекопитающих и соболиную шерсть собак), практически без полос или полосок. Если отмеченный галочкой аллель присутствует, никакой другой рисунок полосатого окраса выражен не будет. Отмеченный аллель на самом деле показывает неполное доминирование: кошки, гомозиготные по отмеченному аллелю (TaTa), имеют меньше запретов, чем кошки, гетерозиготные по отмеченному аллелю (TaTm или TaTb).
Пятнистый ген — отдельный локус, теоретически непосредственно связанный с аллелем Tm; он ломает линии и тонкие полоски полосатой макрели, создавая пятна. Пятнистый ген также имеет доминантную и рецессивную аллели, что означает, что пятнистая кошка будет иметь генотип Sp Sp или Sp sp sp, а также, по крайней мере, одну аллель Tm и, по крайней мере, одну аллель A в соответствующих локусах этих аллелей.

## Темперамент
Личность и агрессия сильно варьируются от кошки к кошке и являются многофакторными. Исследование 2015 года, проведенное Калифорнийским университетом в Дэвисе, было направлено на изучение взаимосвязи между цветом шерсти и поведением кошек. Исследователи провели статистический анализ 1274 онлайн-опросов, проведенных владельцами кошек. Владельцев попросили оценить агрессивность кошек во время взаимодействия с агрессией человека, агрессией при обращении и ветеринарной агрессией. Исследование пришло к выводу, что, хотя агрессивное поведение действительно проявлялось на разных уровнях между разными слоями, оно было относительно незначительным. Исследователям показалось, что большие различия в агрессии связаны с полом, а не с каким-либо рисунком шерсти или окраской:
При сочетании всех цветов шерсти их опекуны определили самок как более агрессивных во время визитов к ветеринару по сравнению с самцами (X2 = 10,36, p = 0,001). Анализы показали, что серо-белые и черно-коричневые/серо-полосатые самки были более агрессивны, чем их коллеги-самцы в офисах ветеринаров (X2 = 9,28, p = 0,002 и X2 = 5,00, p = 0,025 соответственно).
Аналогичное исследование также не сообщило о каких-либо доказательствах связи между поведением кошки и рисунком ее шерсти; однако оно предположило, что любые различия заключаются только в том, как они воспринимаются, т.е. люди воспринимают рыжих кошек как дружелюбных, а белых — как застенчивых, а затем ищут подтверждения этим восприятиям.

## История
Поскольку полосатый рисунок является распространенным диким типом, можно предположить, что средневековые кошки были полосатыми. Однако один автор считал, что это неправда, по крайней мере, в Англии. Где-то после середины 17 века натурфилософ Джон Обри отметил, что Уильям Лод, архиепископ Кентерберийский, был большим любителем кошек и получил в подарок несколько кипрских кошек. Затем он заявил, что "я хорошо помню, что обычная английская кошка была белой с некоторым голубоватым оттенком. Их раса или порода в настоящее время почти утрачена". Однако на большинстве рисунков или картин с изображением кошек в средневековых рукописях действительно изображены полосатые кошки.